# Ferreira Gomes
Ferreira Gomes là một đô thị thuộc bang Amapá, Brasil. Đô thị này có diện tích 5047 km², dân số năm 2007 là 4321 người, mật độ 0,78 người/km².